# De ondergang van de Zwarte Valk
De ondergang van de Zwarte Valk  (Frans: La fin du Faucon Noir) is het 8e album uit de Belgische stripreeks Roodbaard, geschreven door Jean-Michel Charlier en getekend door Victor Hubinon. Het werd in 1969 in albumvorm uitgebracht en is een rechtstreeks vervolg op album #7 De Spaanse hinderlaag. Nadat Roodbaard in het vorige album zelfs niet meedeed nam hij nu met Erik samen de hoofdrol voor zijn rekening.

## Het verhaal
De Ghost, een van de schepen van piratenkapitein Roodbaard, vaart de baai van Duivelseiland binnen; het eiland in de Caraïben waar zich de basis van de piraat bevindt. In zijn hoofdkwartier, een in de rotsen uitgehouwen grot vol kostbaarheden van zijn rooftochten, hoort Roodbaard van de Spaanse spion Paco over de gevangenneming van zijn aangenomen zoon Erik. Hij besluit zijn zoon te redden door tijdens de festiviteiten ter ere van het huwelijk van Doña Ines en Don Enrique het paleis van de onderkoning binnen te sluipen. 
Ondertussen is Baba ook op Duivelseiland gearriveerd, maar de Zwarte Valk van Roodbaard is al op weg naar Cartagena. Samen met de even later gearriveerde Erik, die met hulp van Doña Ines uit Cartagena is ontsnapt, wordt met Eriks schip de Marie Galante naar Cartagena gevaren. Ondertussen is Roodbaard dankzij verrader Paco door de Spanjaarden gevangengenomen.
Erik bedenkt een uitgekookt plan: hij laat zijn schip in brand steken, zodat ze worden opgepikt als schipbreukelingen door het Spaanse oorlogsschip San Ildefonso uit Cádiz, dat daarop door hen wordt veroverd. Met dit schip kunnen ze veilig Cartagena binnenvaren. Hier blijkt de Zwarte Valk in de haven te liggen, alle bemanningsleden van het piratenschip zijn opgeknoopt en opgehangen aan de ra's. Alleen Roodbaard zelf is gespaard gebleven, omdat de Spanjaarden achter de bergplaats van zijn schat hopen te komen. Roodbaard wordt door Erik bevrijd. Samen met Doña Ines, die aan Erik heeft gevraagd haar terug te brengen naar haar geboorteland, zeilen ze de haven uit. 
Roodbaard besluit nu de Zwarte Valk op te blazen, omdat hij zijn schip niet in handen van de Spanjaarden wil laten. De ontploffing van het met kruit volgeladen schip zorgt er tevens voor dat tien Spaanse galjoenen worden vernietigd en een groot deel van de stad in vlammen opgaat.